# Минимон
Минимо́н (англ. minimon) — гипотетическая частица с минимально возможной массой (в противоположность максимону), не равной 0. Возможно, массу минимона определяет максимон. В других Вселенных (при наличии таковых) массы минимона и максимона могут быть другими.
Масса минимона находится в диапазоне (0; 3,5·10−35] г.